# 新宮坂町
新宮坂町（しんぐうざかちょう、しんみやさかちょう）は、愛知県名古屋市熱田区の地名。かつては、「しぐさかまち」の読みもあったとされる。

## 歴史

### 町名の由来
新宮坂の「新宮」は熱田神宮の境内摂社である南新宮社を意味し、同社から東に下る坂道に沿う辺りに位置していたことによる。なお、「神宮坂」と表記されることもあった。

### 沿革
- 1878年（明治11年）12月28日 - 愛知郡熱田村の一部により、同郡新宮坂町が成立する[5]。
- 1889年（明治22年）10月1日 - 愛知郡熱田町に編入され、同町大字新宮坂となる[5]。
- 1907年（明治40年）6月1日 - 名古屋市に編入され、同市熱田新宮坂町となる[5]。
- 1908年（明治41年）4月1日 - 南区成立に伴い、同区熱田新宮坂町となる[5]。
- 1937年（昭和12年）10月1日 - 熱田区に編入され、熱田区熱田新宮坂町となる[5]。
- 1939年（昭和14年）4月1日 - 熱田区熱田東町・熱田新宮坂町の各一部により、同区新宮坂町が成立[5]。
- 1981年（昭和56年）9月20日 - 熱田区熱田新宮坂町は神宮四丁目に編入され消滅[5]。新宮坂町については神宮一丁目・神宮二丁目・神宮三丁目・神宮四丁目にそれぞれ大部分が編入され、鉄道敷地を残して廃止された[5]。

### 字一覧
かつて新宮坂町には小字が存在した。1882年時点で新宮坂町に存在した小字は以下の通り。なお小字はすべて消滅している。
| 字     | 読み       | 備考 |
| ------ | ---------- | ---- |
| 片町   | かたまち   |      |
| 御所前 | ごしょまえ |      |
| 田島   | たじま     |      |
| 御所   | ごしょ     |      |